# روبرت ريد (متزحلق)
روبرت ريد (بالإنجليزية: Robert Reid)‏ هو متزحلق أمريكي، ولد في 1898 في برلين في الولايات المتحدة، وتوفي في 11 أبريل 1990.

## وصلات خارجية
- روبرت ريد على موقع أوليمبيديا (الإنجليزية)